# Piscines dels Banys de Sant Sebastià
Les Piscines dels Banys de Sant Sebastià és una obra de Barcelona inclosa a l'Inventari del Patrimoni Arquitectònic de Catalunya.

## Descripció
Les Piscines es troben a la platja de Sant Sebastià, mirant al mar, entre el port de Barcelona i el barri de la Barceloneta. Els seus murs són de formigó armat de color gris, i les marquesines, els ràfecs i les volades es troben protegits amb planxes de coure.
Els Banys compten amb dues zones: una destinada a albergar la piscina coberta i una altra on s'hi troba la piscina familiar a l'aire lliure, amb terrassa-solàrium i garatge per a les barques. La planta baixa, per la qual s'accedeix a l'edifici, es destina a gimnàs, vestuaris i instal·lacions. A la primera planta, elevada a 4 metres sobre el nivell de la platja, es troben les piscines, els vestidors i les dependències de control. El volum principal alberga la piscina coberta amb una única obertura longitudinal que relaciona visualment la superfície de l'aigua dolça amb la del mar. A l'exterior, al mateix nivell, està la gran terrassa amb dues piscines descobertes -una d'elles climatitzada-, així com un petit cos amb l'spa, dos grans jacuzzis, piscina infantil i saunes. A la segona planta es localitza el frontó a l'aire lliure i una sala social.

## Història
Els Banys (originalment coneguts com 'Balneario de San Sebastián') van ser inaugurats l'any 1928 i dissenyats per l'arquitecte modernista Antoni Millàs. Cal destacar que foren dels primers banys en acceptar persones dels dos sexes al mateix recinte. Es van utilitzar com a instal·lació per als Jocs Mediterranis del 1955 per a disputar les proves d'esgrima. Durant la dècada del 1980 van ser enderrocats per ser posteriorment reedificats (1988), un projecte encarregat als arquitectes José Antonio Martínez Lapeña i Elías Torres. Actualment s'hi troba el Club Natació Atlètic Barceloneta.